# Tove Søby
Tove Søby (née le 23 janvier 1933) est une kayakiste danoise. Elle participe aux Jeux olympiques d'été de 1956 et remporte la médaille de bronze olympique en K-1 500m.

## Palmarès

### Jeux olympiques
- Jeux olympiques de 1956 à Melbourne,  Australie
  -  Médaille de bronze en K-1 500m[1].